# 성남미금초등학교
성남미금초등학교는 대한민국 경기도 성남시 분당구 구미동에 있는 공립 초등학교이다.

## 학교 연혁
- 1994년 11월 1일 : 성남미금초등학교 설립
- 1995년 6월 1일 : 6학급 편성(147명) 개교
- 2018년 3월 1일 : 28학급 편성

## 참고 자료
- 성남미금초등학교 - 한국교육학술정보원 학교알리미